# فان تیئت
فان تیئت (به ویتنامی:phan Thiết) از شهرهای بزرگ ویتنام و پایتخت استان بین توآن است. تمام ادرات دولتی استان بین توآن در این شهر قرار گرفته‌اند. انتظار می‌رود جمعیت این شهر تا سال ۲۰۱۵ به ۴۰۰۰۰۰ نفر افزایش پیدا کند. در استان بیت توآن هفت شهر مهم دیگر نیز وجود دارند که عبارتند از:Thuận Bắc, Hàm Thuận Nam, Đức Linh, Tánh Linh, Hàm Tân, Bắc Bình, و Phú Quý. در طول جنگ ویتنام این شهر یکی از پایگاه‌های نظامی ارتش آمریکا بود که با نام (محل فرود بتی) شهرت داشت. این منطقه امروزه به فرودگاهی متروکه در جنوب غربی شهر تبدیل شده‌است.